# مجلس دولة جوسون
مجلس الدولة أو ويجونغبو هو أعلى بنية حكومية في عهد مملكة جوسون في كوريا. يقود ثلاثة من المسؤولين الحكوميين هذا المجلس ويعرفون باسم مستشاري الدولة الكبار. يقوم المستشارون بالتناقش حول القضايا المهمة، ونصح الملك وإيصال الأوامر الملكية إلى الوزراء الستة. رئيس المجلس يدعى يونغيجونغ.